# Richard Nixon
Richard Milhous Nixon (Yorba Linda, Kalifornia, 1913. január 9. – New York, New York, 1994. április 22.) az Amerikai Egyesült Államok 37. elnöke 1969 és 1974 között, és 36. alelnöke Dwight D. Eisenhower kormányzása alatt, 1953 és 1961 között.
Már 1960-ban is indult az elnökválasztásokon, de ekkor ellenfele, John Fitzgerald Kennedy nyert. 1968-ban George Wallace és Hubert Humphrey voltak az ellenfelei, de a szavazatok 56,1%-ával megnyerte a választásokat. 1972-ben újraválasztották. A Watergate-botrány miatt 1974-ben lemondott hivataláról. Ő az Egyesült Államok történetének  egyetlen elnöke, aki lemondott hivataláról.

## Pályafutása
A második világháború alatt a haditengerészetnél hadnagyként szolgált a Csendes-óceánon, ezután választották meg az Amerikai Egyesült Államok Kongresszusának tagjává, később alelnökké.
A Duke Egyetemen szerzett jogi diplomát; 1937 és 1942 között ügyvédként dolgozott. 1942 és 1946 között a haditengerészetnél szolgált. 1948-tól az Amerika-ellenes tevékenységet vizsgáló bizottságnál dolgozott. Republikánus politikusként 1947 és 1950 között kongresszusi képviselő, majd 1950 és 1953 között szenátor.
1953 és 1960 között alelnök volt és ő volt a republikánus párt elnökjelöltje az 1960. évi elnökválasztáson. Az 1960-as években ismét ügyvéd, illetve jó nevű ügyvédi irodák üzlettársa (partner). 1969 és 1974 között az Amerikai Egyesült Államok elnöke volt. Nagy taktikusként tartották számon (gúnyneve Tricky Dicky volt.) 1972-ben az amerikai elnökök közül elsőként látogatta meg a Szovjetuniót és Kínát. Ugyanebben az évben megkötötte a Szovjetunióval a fegyverzetkorlátozásról szóló SALT–1 szerződést. 1973-ban fegyverszünetet kötött Vietnámban, ami gyakorlatilag a vietnámi háború végét jelentette.
Az ún. Watergate-botrány 1972-ben pattant ki. Washingtonban, június 17-én a Potomac partján álló Watergate-épületkomplexumban lévő demokrata párti főhadiszálláson betörőket értek tetten. A szálak Nixonhoz vezettek és az elnök, hogy megelőzze a leváltását célzó kongresszusi eljárást, 1974. augusztus 9-én lemondott. Nixonnal együtt kormányzatának hat tagja (Kleindienst, Ehrlichman, Haldeman, Magruder, Dean és Grey) is kénytelen volt lemondani. Ford elnök később kegyelemben részesítette. 1988-tól a Los Angeles Times és a Sunday Times kommentátora volt.

## Főbb művei
- Six Crises (1962)
- RN: Memoirs (1978)
- The Real War (1980)
- Leaders (1982)
- Real Peace: A Strategy for the West (1984)
- No More Vietnams (1986)
- 1999: Victory Without War (1988)
- In The Arena: A Memoir of Victory, Defeat and Renewal (1990)

### Magyarul
- Richard Nixon elnök jelentése a kongresszusnak az Amerikai Egyesült Államok 1970-es évekre szóló külpolitikájáról. Teljes fordítás; Magyar Néphadsereg Vezérkara 2. Csoportfőnökség, Bp., 1973

## Megjelenése a kultúrában

### Filmművészet
- Az elnök emberei (1976) rendező: Alan J. Pakula
- Washington zárt ajtók mögött (tv sorozat, 1977) rendező: David W. Rintels
- Frost Nixon: Watergate (1977) rendező: Jørn Winther
- Nixon (1995) rendező: Oliver Stone
- Kissinger és Nixon (1995) rendező: Daniel Petrie
- Frost/Nixon (2008) rendező: Ron Howard
- Futurama – Nixon levágott és tartósított feje a Föld elnöke
- Watchmen: Az őrzők (2009) rendező: Zack Snyder
- Ki vagy, doki? 6. évad, 1-2. epizód
- Mélytorok: A Watergate-sztori-Mark Felt: The Man Who Brought Down the White House (2017) rendező: Peter Landesman

### Zeneművészet
- Nixon Kínában –  John Adams operája (1987)